# Staffan Tapper
Staffan Tapper (ur. 10 lipca 1948 w Malmö) – szwedzki piłkarz grający na pozycji pomocnika.

## Kariera klubowa
Tapper przez całą swoją karierę był związany z klubem z rodzinnego miasta, Malmö FF. W jego barwach zadebiutował w 1968 w pierwszej lidze. Dość szybko stał się podstawowym zawodnikiem zespołu, w którym spędził 11 sezonów, aż w 1979 roku zakończył karierę w wieku 31 lat. Z Malmö FF aż pięciokrotnie zostawał mistrzem kraju w latach 1970, 1971, 1974, 1975, 1977 oraz czterokrotnie zdobywał ze swoim klubem Puchar Szwecji w latach 1973, 1974, 1975, 1978. W 1979 roku osiągnął z Malmö FF także sukces w europejskich pucharach, gdy doszedł z tą drużyną do finału Pucharu Europy. Wystąpił w nim przez 36 minut (doznał kontuzji), ale szwedzki klub przegrał z Nottingham Forest F.C. 0:1.

## Kariera reprezentacyjna
W reprezentacji Szwecji Tapper zadebiutował w 1971 roku. W 1974 roku został powołany przez selekcjonera Georga Ericsona do reprezentacji na finały Mistrzostwa Świata w RFN. Był podstawowym zawodnikiem Szwedów i zagrał w pięciu z sześciu spotkań, w tym w II rundzie grupowej z Polską. Jego występ w tym meczu został zapamiętany przede wszystkim z powodu niewykorzystanego rzutu karnego, gdy jego strzał z 11 metrów obronił Jan Tomaszewski. Ze Szwecją zajął 3. miejsce w grupie za Polską oraz RFN.
W 1978 roku Tapper był członkiem kadry na Mistrzostwa Świata w Argentynie. Tam zagrał w 2 meczach grupowych: z Brazylią (1:1) oraz Austrią (0:1). Ze Szwecją zajął wówczas ostatnie miejsce w grupie.
Karierę reprezentacyjną Tapper zakończył po Mundialu w Argentynie. W kadrze Szwecji przez 7 lat rozegrał 36 meczów i zdobył 3 gole.

## Sukcesy
- Mistrzostwo Szwecji: 1970, 1971, 1974, 1975, 1977
- Puchar Szwecji: 1973, 1974, 1975, 1978
- Finał Pucharu Mistrzów: 1979
- Udział w MŚ: 1974, 1978